# Yasumasa Nishino
Yasumasa Nishino (jap. 西野 泰正 Nishino Yasumasa; ur. 14 września 1982) – japoński piłkarz występujący na pozycji napastnika.

## Kariera klubowa
Od 2001 do 2014 roku występował w klubach Júbilo Iwata, Shimizu S-Pulse, Kyoto Sanga FC i Kamatamare Sanuki.